# Dóczy Gedeon
Dóczy Gedeon (Miskolc, 1832. november 17. – Debrecen, 1911. május 16.) magyar tanár, a „nőnevelés apostola”, a Debreceni Református Leánynevelő Intézet igazgatója volt. Apja Dóczy István református lelkész, anyja Szabó Mária.

## Élete
Tanulmányait a miskolci Református Líceumban kezdte, az 1-2. és a 3. osztály egy részét végezte ott. 1844 januárjában Sárospatakon elvégezte az akkor 6 évfolyamos gimnáziumot, majd ugyanott a Református Kollégiumban teológiát tanult. 1854-ben Lőcsére ment,  a német nyelv jobb elsajátítása végett. Tanulmányai során eljutott Svájcba is, ahol megismerkedett a berni származású Levier Emmával, aki később első felesége lett. Öt gyermekük született.
Az 1855-1856-os tanévet a Tiszáninneni Református Egyházkerület kollégiumában, Sárospatakon töltötte: a gimnáziumra előkészítő osztály köztanítója volt. Ebben az időszakban letette a segédtanári és segédlelkészi vizsgát. Három esztendeig – 1856 szeptemberétől 1859 augusztusáig – házitanító volt gróf Degenfeld-Schonburg Imre két lánya mellett, kik közül az idősebb, Ilona lett a későbbi Tisza Kálmánné. 1859-ben a Tiszáninneni Református Egyházkerület Fő-leánynevelő Intézetében vezértanári (vezetőtanár) megbízást kapott. Itt kezdte nőnevelői pedagógiai tevékenységét feleségével együtt. 1872 júliusától Sárospatakon az Állami Tanítóképző Intézet igazgatója és a neveléstan tanára lett.
1874-ben pályázatot írtak ki a Debreceni Református Leánynevelő Intézet igazgatói tisztségére, melyet megnyert, és az év szeptemberétől az Intézet igazgató-tanárává választották. 1876-ban meghalt a felesége. A gyász után két évvel, 1878-ban újra házasságot kötött a felvidéki, dobsinai származású Fischer Ilonával. E házasságból is öt gyermekük született. Példás családi életük hatással volt tágabb környezetükre is.